# Antonín Tejnor

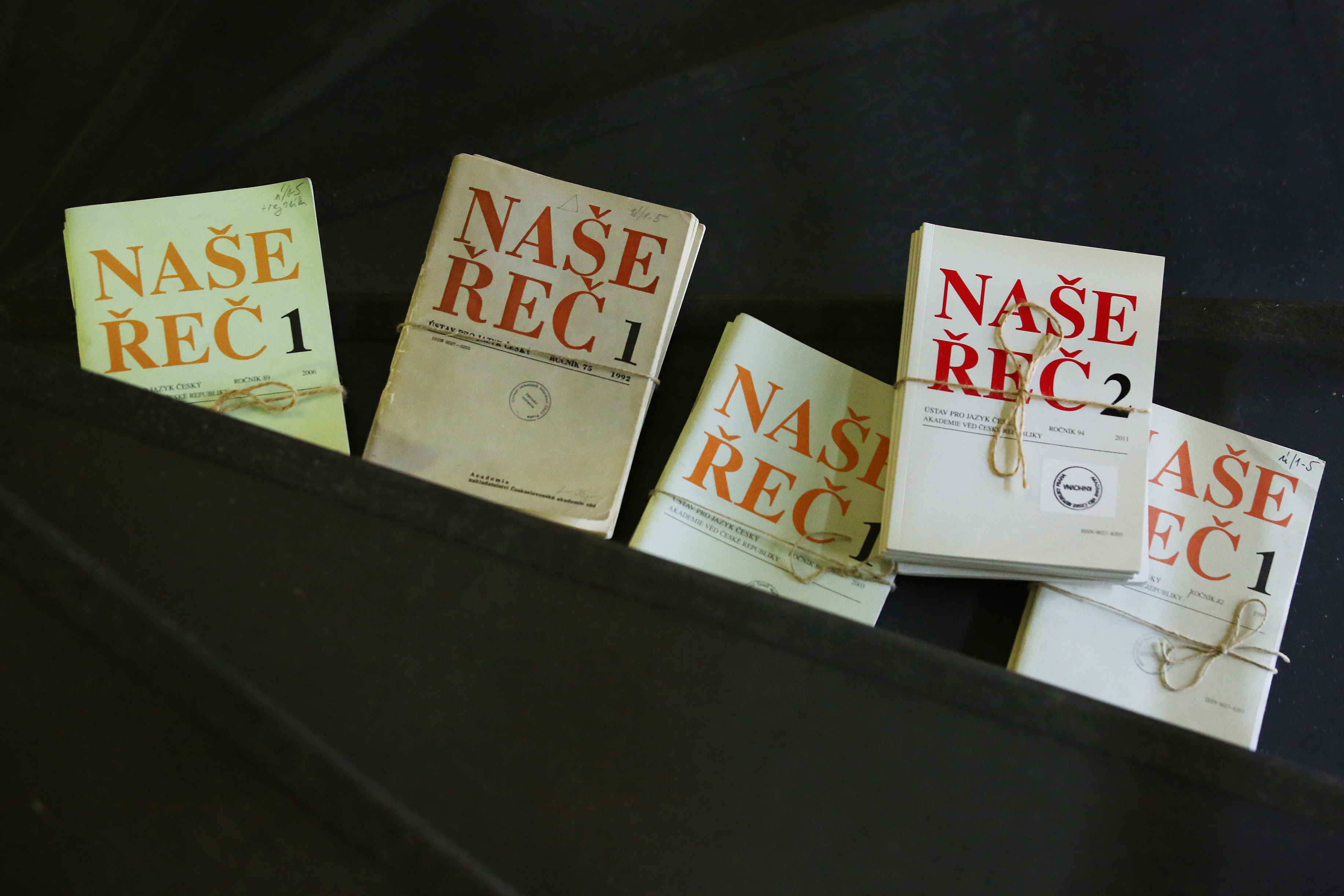
V letech 1974 až 1982 byl redaktorem vědeckého časopisu Naše řeč

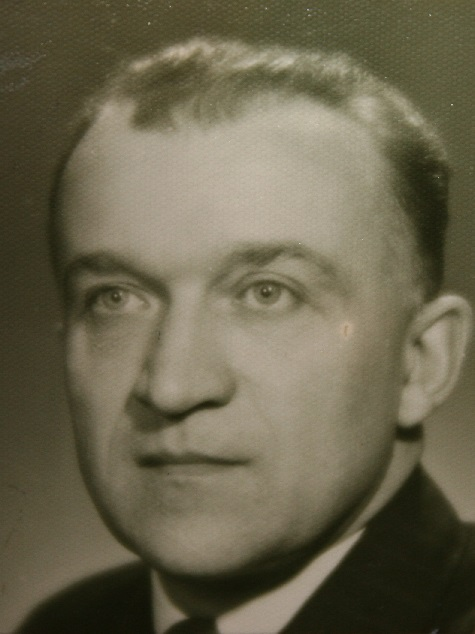
Miroslav Roudný; v roce 1983 s ním (a Bělou Poštolkovou) napsal příručku O české terminologii

Antonín Tejnor (27. dubna 1923, Litovice, dnes součást Hostivic – 11. února 1997, Praha) byl český lingvista, bohemista a překladatel z němčiny.

## Život
Narodil se Litovicích (dnes součást Hostivic) v rodině Antonína Tejnora (1895–1976), úředníka Československých státních drah a starosty Litovic v letech 1930–1945. Vystudoval jak pedagogickou, tak i filozofickou fakultu UK v Praze. Postupně se stal předním odborníkem v oblasti jazykového vzdělávání na středních školách, středních odborných školách a středních odborných učilištích. Kromě jazykovědných časopisů přispíval i do odborných periodik z jiných oblastí (lékařství, geografie, chemie atp.). Od roku 1961 začal pracovat v Ústavu pro jazyk český a působil zde také jako vedoucí terminologického oddělení. Dlouhodobě přispíval do časopisu Naše řeč a v letech 1974–1982 byl redaktorem tohoto časopisu. Je autorem řady učebnic a odborných článků publikací, věnoval se rovněž překladům dobrodružných příběhů německých autorů.

### Publikace
- Anarchismus v české literatuře let devadesátých (1950).
- Český jazyk pro odborná učiliště a učňovské školy (1964), společně s Eduardem Čechem (1908–1979) a Alexandrem Stichem.
- Čítanka pro odborná učiliště a učňovské školy (1964), společně s Radko Šťastným a Vilémem Pechem.
- Metodická příručka k Čítance pro odborná učiliště a učňovské školy (1964), společně s Radko Šťastným a Vilémem Pechem.
- O kultuře veřejných mluvených projevů (1980).
- Český jazyk pro studijní obory středních odborných učilišť a středních odborných škol (1982), společně s Naděždou Kvítkovou a JiIřím Foltýnem.
- O české terminologii (1983), společně s Bělou Poštolkovou a Miroslavem Roudným.
- Český jazyk I-IV pro střední školy (1984), vedoucí autorského kolektivu.
- Český jazyk pro střední odborné školy a studijní obory středních odborných učilišť všech typů (1996), společně se Zdeňkem Hlavsou.

### Odborné články (výběr)
- Několik odborných názvů ze světa motorů, Naše řeč, ročník 45 (1962), číslo 3-4.
- Diskuse o spisovné slovenštině a péče o kulturu spisovné češtiny, Naše řeč, ročník 48 (1965), číslo 3.
- O jazyce a stylu našich novin, Naše řeč, ročník 49 (1966), číslo 3.
- Český pravopis a veřejné mínění, Naše řeč, ročník 52 (1969), číslo 5.
- Nové sovětské publikace o vědeckém a technickém názvosloví, Naše řeč, ročník 53 (1970), číslo 4-5.
- Anglicismy v odborném vyjadřování, Naše řeč, ročník 59 (1976), číslo 2.

## Překlady
- Friedrich Gerstäcker: Noc na velrybě (1966).
- Friedrich Gerstäcker: Pevnost u Solného brodu (1968).
- Karel May: Supové Mexika (1973), dva díly.
- Fritz Steuben: Tekumseh (1971–1979), čtyři svazky.
- Světelná setkání (1982), antologie vědeckofantastických povídek bývalé NDR.